# Nelsonville (New York)
Nelsonville è un villaggio degli Stati Uniti d'America, situato nello stato di New York, nella contea di Putnam.